# Gemblegan
Gemblegan is een bestuurslaag in het regentschap Klaten van de provincie Midden-Java, Indonesië. Gemblegan telt 5679 inwoners (volkstelling 2010).